# Chthamalus stellatus
Chthamalus stellatus is een zeepokkensoort uit de familie van de Chthamalidae. De wetenschappelijke naam van de soort is voor het eerst geldig gepubliceerd in 1795 door Poli.